# Gloioxanthomyces
Gloioxanthomyces Lodge, Vizzini, Ercole & Boertm. – rodzaj grzybów z rzędu pieczarkowców (Agaricales).

## Systematyka i nazewnictwo
Pozycja w klasyfikacji według Index FungorumGloioxanthomyces, Incertae sedis, Agaricales, Agaricomycetidae, Agaricomycetes, Agaricomycotina, Basidiomycota, Fungi.
Gatunki
- Gloioxanthomyces nitidus (Berk. & M.A. Curtis) Lodge, Vizzini, Ercole & Boertm. 2013
- Gloioxanthomyces vitellinus (Fr.) Lodge, Vizzini, Ercole & Boertm. 2013

Nazwy naukowe na podstawie Index Fungorum.
Jest to niedawno utworzony takson, jak dotąd nie określono, do jakiej należy rodziny.